# Becca Tobin
Becca Tobin (* 18. ledna 1986 Marietta, Georgie) je americká herečka a zpěvačka. Její nejznámější rolí je roztleskávačka Kitty Wilde v hudebním televizním seriálu Glee, který se vysílal na televizní stanici Fox.

## Životopis
Vyrostla v Mariettě ve státě Georgie jako mladší ze dvou sester v advokátské rodině. V sedmé a osmé třídě byla roztleskávačkou, pak zjistila, že roztleskávání není nic pro ni, ale s tancem pokračovala. Během svého posledního roku uprostřed školního roku změnila školy. Byla přeložena z divadelní umělecké školy na veřejnou školu, kde ji začaly šikanovat dívky, které jí nazývali "divadelním magorem" a "pitomcem". Řekly jí, že se nikdy nestane úspěšnou herečkou a jedna z dívek vyhrožovala, že ji zbije. Také dostávala kruté sms zprávy a její jediná kamarádka ji začala ignorovat. Kvůli šikaně se Becca začala vyhýbat všem školním akcím, dokonce ani nepřišla na své předávání vysvědčení. Nyní se angažuje v boji proti šikaně a je mluvčí organizace Bullyville. V roce 2004 absolvovala na Wheeler High School.

## Objevování se v médiích
V květnu 2013 se objevila na obálce pánského magazínu Maxim.
Spolu se svými kolegy Jacobem Artistem, Melissou Benoist a Deanem Geyerem byla vybrána jako tvář pro nový produkt Coca Coly, Coke Mismo. V červnu 2013 byli všichni čtyři posláni do Manily na Filipíny, aby podpořili produkt návštěvou různých obchodních center a setkáváním se s fanoušky.

## Osobní život
Chodila s podnikatelem Mattem Bendikem, který byl ale v červenci 2014 nalezen mrtev, shodou okolností rok po smrti jejího kolegy z Glee, Coryho Monteitha . V roce 2016 se zasnoubila se Zachem Martinem a vzali se dne 3. prosince 2016 v Jackson Hole ve Wyomingu.

## Filmografie

### Televize
| Rok        | Název                    | Role                  | Poznámky |
| ---------- | ------------------------ | --------------------- | --- |
| 2009       | Wiener & Wiener          | Heather               | díl: „Beyonce's Walk-In Closet“                                                                                                |
| 2012–2015  | Glee                     | Kitty Wilde           | Vedlejší role (4. a 6. řada), hlavní role (5. řada) Nominace – Teen Choice Award v kategorii Nejlepší televizní zloduch (2013) |
| 2013       | Watch What Happens: Live | Sama sebe             | díl: „Shirley Manson & Becca Tobin“                                                                                            |
| 2013       | Master Chef              | Sama sebe             | 4. série, 10. epizoda |
| 2014       | V těle boubelky          | Empress Katia         | díl: „Afterlife“ |
| 2014       | Mystery Girls            | Kimmee Kittson        | díl: „Passing the Torch“ |
| 2015       | NCIS: Los Angeles        | Blaze Talcott         | díl: „Třpyt slávy“ |
| 2016       | Prom Date                | Ronnie                | Krátký film |
| 2016       | SINs                     | Cordelia Jagger       | 6 epizod |
| 2017       | Dropping the Soap        | Tammy O'Rouke         | díl: „Julian's Choice“ |
| 2017       | Do I Say I Do?           | Jessica Bender        | TV film |
| 2017       | A Song for Christmas     | Adelaide Kay          | TV film (Hallmark) |
| 2018       | Love at First Dance      | Hope                  | TV film (Hallmark) |
| 2018–dosud | LadyGang                 | Samu sebe/moderátorka | |
| 2019       | Sister of the Bride      | Stephanie             | TV film (Hallmark) |

### Divadlo
| Rok       | Název                                     | Role                                                          | Poznámky             |
| --------- | ----------------------------------------- | ------------------------------------------------------------- | -------------------- |
| 2005      | Cats                                      | Etcetera                                                      |                      |
| 2006      | Chicago                                   | Roxie Hart                                                    |                      |
| 2006-2007 | West Side Story                           | Velma                                                         | Houston, Texas       |
| 2007      | Seven Brides                              | součástí obsazení                                             |                      |
| 2008      | Muzikál ze střední na divadelních prknech | součástí obsazení                                             | Paper Mill Playhouse |
| 2008      | Annie                                     | součástí obsazení                                             |                      |
| 2008-2009 | Oklahoma!                                 | součástí obsazení                                             | Atlanta, GA          |
| 2009–2011 | Rock of Ages                              | Sherrie (náhradnice), vystupující (swing) a mimopódiové zvuku | broadwayský muzikál  |

## Diskografie
- Glee: The Music Presents Glease
- Glee: The Music, Season 4, Volume 1
- Glee Sings the Beatles
- A Katy or A Gaga (EP)
- Movin' Out (EP)
- Glee: The Music, The Christmas Album Volume 4
- City of Angels (EP)

## Ocenění a nominace
| Rok  | Ocenění            | Kategorie                  | Seriál | Výsledek |
| ---- | ------------------ | -------------------------- | ------ | -------- |
| 2013 | Teen Choice Awards | nejlepší televizní zloduch | Glee   | nominace |